# Jagdstaffel 54
La Jagdstaffel 54 (in tedesco: Königlich Sächsische Jagdstaffel Nr 54, abbreviato in Jasta 54) era una squadriglia (staffel) da caccia della componente aerea del Deutsches Heer, l'esercito dell'Impero tedesco, durante la prima guerra mondiale (1914-1918).

## Storia
La Jagdstaffel 54 venne fondata l'11 dicembre 1917 presso il Flieger-Abteilung (dipartimento di aviazione) 6 di Großenhain, diventando operativa a partire dal 15 gennaio e qualche giorno più tardi fu unita al Jagdgruppe 10 a sostegno della 2ª Armata. Il 17 marzo 1918 la squadriglia ottenne la sua prima vittoria aerea.
Alla fine del mese di marzo fu spostata a supporto della 4ª Armata e nel mese di giugno tornò a sostegno della 2ª Armata, questa volta però come parte del Jagdgruppe 9.
Il 10 luglio del 1918 la Jasta 54 fu spostata sotto il controllo della 3ª Armata e nel mese di agosto, insieme a tutto il Jagdgruppe 9 fu trasferita a supporto della 18ª Armata, dove rimase fino alla fine della guerra.
Il Leutnant van Fichte è stato l'ultimo Staffelführer (comandante) della Jagdstaffel 54.
Alla fine della prima guerra mondiale, alla Jagdstaffel 54 vennero accreditate più di 20 vittorie aeree di cui quattro per l'abbattimento di palloni da osservazione. Di contro, la Jasta 54 perse tre piloti e un pilota fu ferito in incidente aereo.

## Lista dei comandanti della Jagdstaffel 54
Di seguito vengono riportati i nomi dei piloti che si succedettero al comando della Jagdstaffel 54.
| Grado    | Nome         | Periodo                       |
| -------- | ------------ | ----------------------------- |
|          | Paul Erbguth | 1º gennaio 1918 - aprile 1918 |
|          | Paul Turck   | aprile 1918 - ?               |
| Leutnant | van Fichte   | ? - 11 novembre 1918          |

## Lista delle basi utilizzate dalla Jagdstaffel 54
- Neuvilly, Francia: 19 gennaio 1918
- Monsen-Chausee: 25 marzo 1918
- Ingelmunster, Belgio
- Rumbeke Est, Belgio
- Ennemain
- Blaise: 10 luglio 1918
- Morhange, Francia: agosto 1918